# 平卧长轴杜鹃
平卧长轴杜鹃（学名：Rhododendron longistylum sp. decumbens）为杜鹃花科杜鹃花属下的一个亚种。